# Svenska Operationsanalysföreningen
Svenska Operationsanalysföreningen är en professionell ideell förening för främjande och spridning av det vetenskapliga området Operationsanalys i Sverige. SOAF grundades 1959 med det dubbla syftet att främja utvecklingen inom olika verksamhetsgrenar och arbeta för dess tillämpning inom olika problemområden. Föreningen är medlem i den europeiska paraplyorganisationen, Association of European Operational Research Sociations (EURO), och i International Federation of Operational Research Sociations (IFORS).